# Myadinae
Myadinae – monotypowa podrodzina ssaków z rodziny skunksowatych (Mephitidae).

## Rozmieszczenie geograficzne
Podrodzina obejmuje gatunki występujące w południowo-wschodniej Azji.

## Morfologia
Długość ciała (bez ogona) 32–52 cm, długość ogona 1,5–7,5 cm; masa ciała 844–3600 g.

## Systematyka
Rodzaj zdefiniował w 1821 roku francuski zoolog i paleontolog Frédéric Cuvier w rozdziale dotyczącym fetornika w publikacji zatytułowanej Historia naturalna ssaków: z oryginalnymi, kolorowymi rysunkami żywych zwierząt której współautorem był francuski przyrodnik Étienne Geoffroy Saint-Hilaire. Gatunkiem typowym jest (oznaczenie monotypowe) fetornik sundajski (M. javanensis).

### Etymologia
- Mydaus (Myadus, Mydaon): gr. μυδάω mydao ‘być wilgotnym lub mokrym’, od μυδος mydos ‘wilgotny’[13].
- Suillotaxus: łac. suillus ‘świniowaty’[14]; nowołac. taxus ‘borsuk’, od pragerm. þahsuz ‘borsuk’[15]. Gatunek typowy (oryginalne oznaczenie): Mydaus marchei Huet, 1887.

### Podział systematyczny
Do podrodziny należy jeden rodzaj fetornik (Mydaus) wraz z dwoma gatunkami:
| Grafika | Gatunek           | Autor i rok opisu | Nazwa zwyczajowa    | Podgatunki         | Rozmieszczenie geograficzne                                             | Podstawowe wymiary                         | Status IUCN |
| ------- | ----------------- | ----------------- | ------------------- | ------------------ | ----------------------------------------------------------------------- | ------------------------------------------ | ----------- |
|         | Mydaus javanensis | (Desmarest, 1820) | fetornik sundajski  | 3 podgatunki       | Sumatra, Jawa, Borneo i Wyspy Natuna; zakres wysokości: 0–2000 m n.p.m. | DC: 37–52 cm DO: 3,4–7,5 cm MC: 1,4–3,6 kg | LC          |
|         | Mydaus marchei    | Huet, 1887        | fetornik palawański | gatunek monotypowy | endemit Filipin: Palawan, Calamian; zakres wysokości: 0–300 m n.p.m.    | DC: 32–49 cm DO: 1,5–4,5 cm MC: 844–2490 g | LC          |

Kategorie IUCN:  LC  – gatunek najmniejszej troski.